# Duyên khởi
Paṭiccasamuppāda (tiếng Phạn: प्रतीत्यसमुत्पाद pratītyasamutpāda; tiếng Pali: पटिच्चसमुप्पाद paṭiccasamuppāda), thường được dịch là khởi nguồn có tính phụ thuộc, hoặc còn gọi là duyên khởi (zh. 縁起, sa. pratītyasamutpāda, pi. paṭiccasamuppāda, bo. rten cing `brel bar `byung ba རྟེན་ཅིང་འབྲེལ་བར་འབྱུང་བ་), cũng được gọi là nhân duyên sinh (zh. 因縁生) hay nhân duyên, và vì bao gồm 12 thành phần nên cũng có tên khác là thập nhị nhân duyên (zh. 十二因縁, sa. dvādaśanidāna, dvādaśāṅgapratītyasamutpāda, bo. rten `brel yan lag bcu gnyis རྟེན་འབྲེལ་ཡན་ལག་བཅུ་གཉིས་), là một giáo lý quan trọng của triết học Phật giáo, nói rằng tất cả các pháp (dharmas - các hiện tượng) sinh khởi đều phụ thuộc vào những pháp khác: "nếu cái này tồn tại, thì cái kia tồn tại; nếu cái này đoạn diệt, thì cái kia cũng đoạn diệt".
Nguyên lý này được thể hiện qua các liên kết duyên khởi trong Phật giáo (tiếng Pali: dvādasanidānāni, tiếng Phạn: dvādaśanidānāni), là một danh sách gồm 12 yếu tố phụ thuộc lẫn nhau rút ra từ các giáo lý của Đức Phật. Theo truyền thống, danh sách này được hiểu như là việc mô tả sự khởi đầu có điều kiện của việc tái sinh trong luân hồi (saṃsāra), và khổ (duḥkha) là một kết quả tất yếu. Thuyết này chỉ rõ là mọi hiện tượng tâm lý và vật lý tạo nên đời sống đều nằm trong một mối liên hệ với nhau, chúng là nguyên nhân của một yếu tố này và là kết quả của một yếu tố khác, làm thành một vòng với mười hai yếu tố. Các yếu tố này làm loài hữu tình cứ mãi vướng mắc trong luân hồi.
Một cách giải nghĩa khác cho rằng danh sách là sự miêu tả về sự phát sinh của những thứ thuộc về tâm trí và kéo theo là sự nhận thức về "tôi" và "của tôi", đó là những nguồn gốc của sự đau khổ. Theo đó, sự đảo ngược chuỗi nhân quả được giải thích là sự dẫn đến sự chấm dứt những thứ hình thành từ tâm trí và sự tái sinh. Các học giả đã chú ý đến những sự không thống nhất trong danh sách, và đánh giá nó là một sự tổng hợp về sau của một vài danh sách trước đó.
Duyên khởi và Vô ngã (zh. 無我, sa. anātman, pi. anattā) là hai giáo lý làm rường cột cho tất cả các tông phái Phật giáo. Trong giáo lý Duyên khởi đức Phật dạy về 12 duyên hỗ tương, lệ thuộc lẫn nhau trong một vòng xích có 12 khoen.

## Từ nguyên
Pratityasamutpada (tiếng Phạn: प्रतीत्यसमुत्पाद) bao gồm hai thuật ngữ:
- pratitya: "có tính bị phụ thuộc"; xuất hiện trong nhiều kinh điển của Vệ-đà và Áo nghĩa thư khác nhau, chẳng hạn như các bài thánh ca 4.5,14, 7.68.6 của Rigveda và 19,49.8 của Atharvaveda, theo nghĩa "xác nhận, phụ thuộc, thừa nhận nguồn gốc". Nguồn gốc tiếng Phạn của từ này là prati*, là hình thức xuất hiện rộng rãi hơn trong văn học Vệ-Đà, và nó có nghĩa là "đi về phía trước, quay lại, trở lại, tiếp cận" và đồng thời hàm nghĩa "quan sát, tìm hiểu, thuyết phục chính mình về sự thật về bất cứ điều gì, sự chắc chắn về, tin tưởng, trao niềm tin, công nhận". Trong các ngữ cảnh khác, pratiti*- một thuật ngữ liên quan- có nghĩa là "hướng tới, tiếp cận, hiểu biết sâu sắc về bất cứ điều gì".
- samutpada: "sự phát sinh", "sự tăng, sự sản xuất, nguồn gốc". Trong văn học Vệ Đà, nó có nghĩa là "mọc lên cùng nhau, phát sinh, đến để vượt qua, xảy ra, hiệu ứng, hình thành, sản xuất, bắt nguồn".

Thuật ngữ này đã được dịch khác nhau sang tiếng Anh như khởi nguồn có tính phụ thuộc, duyên khởi, đồng phát sinh và phụ thuộc lẫn nhau, phát sinh có điều kiện hoặc là sự khởi đầu có điều kiện.
Thuật ngữ này cũng có thể chỉ cho mười hai liên kết, Pali : dvādasanidānāni, tiếng Phạn: dvādaśanidānāni, trong đó dvāvaśa ("mười hai") + nidānāni (số nhiều của "nidāna","nguyên nhân, động lực, liên kết"). Nói chung, trong truyền thống phật giáo Đại thừa, pratityasamutpada (tiếng Phạn) được sử dụng để chỉ cho nguyên tắc chung của quan hệ nhân quả phụ thuộc lẫn nhau, trong khi theo truyền thống phật giáo Thượng tọa bộ thì paticcasamuppāda (tiếng Pali) được dùng để chỉ cho mười hai liên kết.

## Danh sách nhân duyên

### Mười hai nhân duyên
Theo kinh Duyên khởi, mười hai nhân duyên cụ thể như sau:
1. Vô minh (zh. 無明, sa. avidyā, pi. avijjā): Sự nhận thức sai lầm về cuộc đời. Không thấy rõ đời là bể Khổ hay Tứ Diệu Đế, không thấy rõ bản chất của sự vật, hiện tượng đều Vô thường, Vô ngã;
2. Vô minh sinh Hành (zh. 行, sa. saṃskāra, pi. saṅkhāra): Hành động tạo nghiệp từ thân, khẩu, ý. Hành này có thể tốt hoặc xấu hay trung tính;
3. Hành sinh Thức (zh. 識, sa. vijñāna, pi. viññāṇa), làm nền tảng cho một đời sống mới: Thức lựa chọn cha mẹ đúng như hành tốt xấu quy định;
4. Thức sinh Danh sắc (zh. 名色, sa., pi. nāmarūpa): Là toàn bộ tâm lý và vật lý của bào thai mới, do Ngũ uẩn tạo thành;
5. Danh sắc sinh Lục nhập (zh. 六根, sa. ṣaḍāyatana, pi. saḷāyatana): Là toàn bộ các giác quan và đối tượng của chúng. Lục nhập = 6 căn + 6 trần;
6. Xúc (zh. 觸, sa. sparśa, pi. phassa): Lục căn bắt đầu tiếp xúc với bên ngoài gọi là Xúc.
7. Xúc sinh Thọ/Thụ (zh. 受, sa., pi. vedanā): Cảm giác, cảm nhận, lãnh thọ. Ví dụ như: yêu, thích, ganh ghét, đố kỵ, lo sợ, hạnh phúc, ưu sầu, thất vọng, hối tiếc, khó chịu, sân giận,...;
8. Thọ sinh Ái (zh. 愛, sa. tṛṣṇā, pi. taṇhā): Sự ham muốn từ các giác quan như mắt ưa thích sắc đẹp, mũi thích hương thơm, tai ưa tiếng hay, lưỡi đắm vị ngọt, thân ưa xúc chạm êm ái hay Ngũ dục : Tiền tài; Danh vọng; Sắc đẹp; Ăn ngon; Ngủ nghỉ;
9. Ái sinh Thủ (zh. 取, sa., pi. upādāna): Giành giữ lấy, chiếm lấy cho mình;
10. Thủ dẫn đến Hữu (zh. 有, sa., pi. bhava): Là toàn bộ những gì ta gọi là tồn tại, sự sống, thế giới;
11. Hữu dẫn đến Sinh (zh. 生, sa., pi. jāti): Là cuộc sống hằng ngày bao gồm dục lạc, tham ái hay lòng ham muốn;
12. Sinh dẫn đến Già & Chết (zh. 老死, sa., pi. jarāmaraṇa): Có sinh ắt có diệt.

Kinh nghiệm giác ngộ lý duyên khởi bao gồm Mười hai nhân duyên của Phật được ghi lại trong Luật tạng (sa., pi. vinayapiṭaka), phần Đại phẩm (pi. mahāvagga).

## Giải nghĩa
Người ta có thể nhìn Mười hai nhân duyên dưới nhiều cách phân tích khác nhau. Cách phân tích thông thường có tính thời gian là: yếu tố 1-2 thuộc về đời sống trước đây, yếu tố 3-7 là điều kiện và nguyên nhân sinh thành của đời sống sau này, yếu tố 8-10 là kết quả trong đời sống này, yếu tố 11-12 chỉ đời sống tương lai.
Mười hai nhân duyên chỉ rõ tính chất liên hệ lẫn nhau của dòng chảy "Tâm", "Vật" của thế giới hiện tượng, trong đó những khái niệm quan trọng nhất là "Ta", "Người", "Sinh vật". Nếu thuyết vô ngã chỉ rõ thế giới và con người do các yếu tố giả hợp kết thành với nhau, thật chất là trống rỗng, thì thuyết nhân duyên có tính chất tổng hợp các yếu tố đó, chỉ ra rằng mọi hiện tượng thân tâm đều bắt nguồn từ những hiện tượng khác. Sự phụ thuộc lẫn nhau đó có thể nhìn dưới khía cạnh đồng thời hoặc có thứ tự thời gian.
Thuyết Mười hai nhân duyên được các trường phái Phật giáo giải thích khác nhau. Nam tông cho rằng thuyết này đã giải thích nguyên nhân của khổ và tất cả mọi pháp hữu vi (sa. saṃskṛta) đều có nguyên nhân và điều kiện mới sinh ra nên chúng vô ngã - không có một tự tính nào. Như thế thuyết Mười hai nhân duyên nhằm dẫn đến quan điểm vô ngã.
Trong Bắc tông, Mười hai nhân duyên được sử dụng để chứng minh sự không thật của sự vật và đặc biệt trong Trung quán tông (sa. mādhyamika), Mười hai nhân duyên được định nghĩa là tính Không. Kinh Bát-nhã ba-la-mật-đa nhấn mạnh rằng Mười hai nhân duyên không nên hiểu theo thứ tự thời gian. Thuyết này nói lên sự liên hệ của vạn vật một cách tổng quát.

### Sự phụ thuộc có điều kiện
Các giáo lý của Duyên khởi khẳng định quan hệ nhân quả không theo quan hệ nhân quả trực tiếp giống như của Newton hoặc theo nhân quả đơn độc. Thay vào đó, nó khẳng định một quan nhân quả có điều kiện một cách gián tiếp và một nhân quả đa dạng. Quan điểm về "liên kết nhân quả" trong Phật giáo rất khác với ý tưởng về nhân quả đã được phát triển ở châu Âu. Thay vào đó, khái niệm về quan hệ nhân quả trong Phật giáo là sự đề cập đến các điều kiện được tạo ra bởi một số nhiều những nguyên nhân, mà cùng nhau một cách cần thiết chúng tạo ra các hiện tượng bên trong đời sống và bên kia cuộc sống, chẳng hạn như nghiệp trong một đời sống tạo ra các điều kiện để dẫn đến sự tái sinh cụ thể trong một cõi cho một đời sống khác. Nguyên tắc Duyên khởi khẳng định rằng sự khởi nguồn có tính phụ thuộc là một điều kiện cần thiết. Điều này được thể hiện rõ trong Kinh trung bộ (MN): "Khi cái này có, thì cái kia có; Cái này phát sinh, thì cái kia phát sinh; Khi cái này không có, thì cái kia không có; Cái này chấm dứt, Cái kia chấm dứt."

### Nguyên lý bản thể học
Theo Peter Harvey, Duyên khởi (Pratityasamutpada) là một nguyên tắc bản thể học; đó là, một lý thuyết để giải thích bản chất và sự liên hệ của sự tồn tại, sự trở thành và thực tại tột cùng. Phật giáo khẳng định rằng không có gì là độc lập, ngoại trừ niết bàn. Tất cả các trạng thái vật lý và tâm trí phụ thuộc và phát sinh từ các trạng thái đã tồn tại trước đó, và đến lượt chúng sinh ra các trạng thái phụ thuộc khác trong khi chúng chấm dứt. Các 'nhân duyên khởi lên' đều hành động theo nhân quả, và do đó Duyên khởi là niềm tin của Phật giáo cho rằng quan hệ nhân quả là nền tảng của bản thể học, không phải là một đấng sáng tạo (Chúa, thần thánh) cũng không phải là khái niệm bản thể học của Vệ-đà gọi là Đại ngã (Brahman) hay bất kỳ 'nguyên tắc sáng tạo siêu việt' nào khác.
Nguyên lý bản thể luận của Duyên khởi trong Phật giáo được áp dụng không chỉ để giải thích bản chất, sự tồn tại của vật chất và hiện tượng được quan sát thực nghiệm, mà còn đối với bản chất và sự tồn tại của sự sống. Ở dạng trừu tượng, theo Peter Harvey, "học thuyết nêu rõ: 'Do cái này có mặt, cái kia có mặt. Do cái này sanh, cái kia sanh. Do cái này không có mặt, cái kia không có mặt. Do cái này diệt, cái kia diệt'." Không có "nguyên nhân đầu tiên" mà tất cả mọi loài nảy sinh.

### Cách vận hành của tâm trí
Đối lập với sự giải thích bản thể học của Harvey, Eviatar Shulman lập luận rằng có một số ý nghĩa bản thể có thể được lượm lặt từ duyên khởi, nhưng cốt lõi của nó là liên quan đến "xác định các quá trình khác nhau về trải nghiệm của tâm trí và mô tả mối quan hệ của chúng".
Noa Ronkin dẫn rằng trong khi Đức Phật hoãn tất cả các nhận định đánh giá về các câu hỏi siêu hình nhất định, ngài không phải là một nhà chống đối về siêu hình học: không có dẫn chứng nào trong các bản kinh gợi ý rằng các câu hỏi siêu hình là hoàn toàn vô nghĩa, thay vào đó Đức Phật đã dạy rằng kinh nghiệm có thể cảm nhận qua các giác quan đều là khởi nguồn có tính phụ thuộc và bất kể cái gì là khởi nguồn có tính phụ thuộc thì bị ảnh hưởng, vô thường, là đối tượng của sự thay đổi, và vô ngã.